# Obispado castrense del Ecuador
El obispado castrense del Ecuador u ordinariato militar del Ecuador es una circunscripción eclesiástica de la Iglesia católica en Ecuador. Se trata de un ordinariato militar latino, inmediatamente sujeto a la Santa Sede. Desde el 31 de enero del 2023 el ordinario militar es el obispo José Miguel Asimbaya Moreno.

## Territorio y organización
El ordinariato militar tiene jurisdicción personal peculiar ordinaria y propia sobre los fieles católicos militares de rito latino (y otros fieles definidos en los estatutos), incluso si se hallan fuera de las fronteras del país, pero los fieles continúan siendo feligreses también de la diócesis y parroquia de la que forman parte por razón del domicilio o del rito, pues la jurisdicción es cumulativa con el obispo del lugar. Los cuarteles y los lugares reservados a los militares están sometidos primera y principalmente a la jurisdicción del ordinario militar, y subsidiariamente a la jurisdicción del obispo diocesano cuando falta el ordinario militar o sus capellanes. El ordinariato tiene su propio clero, pero los obispos diocesanos le ceden sacerdotes para llevar adelante la tarea de capellanes militares de forma exclusiva o compartida con las diócesis. Su jurisdicción comprende las Fuerzas Armadas y la Policía Nacional del Ecuador.
La sede del ordinariato militar se encuentra en la ciudad de Quito, en donde se halla la Catedral basílica de Nuestra Señora de la Merced.
En 2021 en el ordinariato militar no existían parroquias.
Vicarios
- - Vicario general-canciller: P. Giovanni Lalaleo Villacís;
  - Vicario Ejército del Ecuador: P. Rubén Darío Bedoya;
  - Vicario Armada del Ecuador: P. César León;
  - Vicario Fuerza Aérea Ecuatoriana: P. Larry Bowen;
  - Vicario Policía Nacional del Ecuador: vacante.

## Historia

### Vicariato militar
El vicariato castrense fue erigido el 30 de marzo de 1983 mediante el decreto De erigendo de la Congregación para los Obispos.
El primer y único obispo vicario militar fue Juan Ignacio Larrea Holguín, quien fue elegido al mismo tiempo. Ejerció anteriormente el cargo de obispo de Ibarra.

### Ordinariato militar
Mediante la promulgación de la constitución apostólica Spirituali Militum Curae por el papa Juan Pablo II el 21 de abril de 1986 los vicariatos militares fueron renombrados como ordinariatos militares o castrenses y equiparados jurídicamente a las diócesis. Cada ordinariato militar se rige por un estatuto propio emanado de la Santa Sede y tiene a su frente un obispo ordinario nombrado por el papa teniendo en cuenta los acuerdos con los diversos Estados.
Juan Ignacio Larrea Holguín, quien se desempeñaba como vicario militar, pasó a ser el primer obispo ordinario militar.
En 1988 entraron en vigor los estatutos del ordinariato militar del Ecuador, previstos por la bula Spirituali Militum Curae, con el que se reconoce la actual denominación de obispado castrense del Ecuador.

## Estadísticas
Según el Anuario Pontificio 2022 la diócesis en 2021 tenía 86 sacerdotes, 1 diácono y 48 religiosos.
| Año                                                                             | Población            | Población | Población      | Sacerdotes | Sacerdotes    | Sacerdotes    | Bautizados por sacerdote | Diáconos permanentes | Religiosos | Religiosos | Parroquias |
| Año                                                                             | Bautizados católicos | Total     | % de católicos | Total      | Clero secular | Clero regular | Bautizados por sacerdote | Diáconos permanentes | Varones    | Mujeres    | Parroquias |
| ------------------------------------------------------------------------------- | -------------------- | --------- | -------------- | ---------- | ------------- | ------------- | ------------------------ | -------------------- | ---------- | ---------- | ---------- |
| 1999                                                                            |                      |           |                | 76         | 38            | 38            | 0                        | 0                    | 38         | 3          |            |
| 2000                                                                            |                      |           |                | 2          | 2             |               | 0                        | 0                    |            | 0          |            |
| 2001                                                                            |                      |           |                | 1          | 1             |               | 0                        | 0                    |            | 0          |            |
| 2002                                                                            |                      |           |                | 63         | 48            | 15            | 0                        | 0                    | 15         | 0          |            |
| 2003                                                                            |                      |           |                | 66         | 50            | 16            | 0                        | 0                    | 16         | 0          |            |
| 2004                                                                            |                      |           |                | 26         | 6             | 20            | 0                        | 0                    | 20         | 0          |            |
| 2013                                                                            |                      |           |                | 60         | 50            | 10            | 0                        | 0                    | 10         | 0          |            |
| 2016                                                                            |                      |           |                | 63         | 57            | 6             | 0                        | 0                    | 6          | 0          |            |
| 2019                                                                            |                      |           |                | 50         | 41            | 9             | 0                        | 1                    | 9          | 0          |            |
| 2021                                                                            |                      |           |                | 86         | 38            | 48            | 0                        | 1                    | 48         |            |            |
| Fuente: Catholic-Hierarchy, que a su vez toma los datos del Anuario Pontificio. |                      |           |                |            |               |               |                          |                      |            |            |            |

## Episcopologio

### Vicario militar del Ecuador
| Foto | Escudo | Nombre del titular                                     | Período                                 | Fin del cargo (razón)      |
|      |        | Siervo de Dios Juan Ignacio Larrea Holguín, Opus Dei † | 5 de agosto de 1983-21 de julio de 1986 | Nombrado ordinario militar |

### Ordinarios militares del Ecuador
| Foto | Escudo | Nombre del titular                                     | Período                                     | Fin del cargo (razón)           |
|      |        | Siervo de Dios Juan Ignacio Larrea Holguín, Opus Dei † | 21 de julio de 1986-7 de diciembre de 1989  | Nombrado arzobispo de Guayaquil |
|      |        | Raúl Eduardo Vela Chiriboga †                          | 8 de julio de 1989-21 de marzo de 2003      | Nombrado arzobispo de Quito     |
|      |        | Miguel Ángel Aguilar Miranda †                         | 14 de febrero de 2004-18 de junio de 2014   | Retirado                        |
|      |        | Segundo René Coba Galarza                              | 18 de junio de 2014-12 de diciembre de 2019 | Nombrado obispo de Ibarra       |
|      |        | José Miguel Asimbaya Moreno                            | Desde el 31 de enero del 2023               |                                 |